# П'єтро дель По
П'єтро дель По(італ. Pietro del Po; 1616, Палермо — 22 липня, 1692, Неаполь) — італійський художник доби бароко. Уславився також як майстер, що переводив у гравюри важливі композиції низки відомих італійських художників.

## Життєпис
Народився в місті Палермо. Художні здібності виявив рано. Батьки віддали хлопця у навчання якомусь місцевому майстру.

## Перший неаполітанський період
У віці 18 років відбув у місто Неаполь, що був столицею іспанського віце-королівства і відомим у Західній Європі художнім центром. Юнак волав стати фаховим художником з досвідом, котрого не міг отримати у Палермо.
Перевірки довели, що він не навчався в майстерні Доменікіно. Життєпис художника, створений Бернардо де Домінічі на початку XVIII ст., мав неточності. Швидше за все, він стажувався і працював помічником в майстерні Джованні Ланфранко у 1644—1646 рр. Робота в Неаполі мимоволі зіштовхувала молодого художника з неаполітанськими митцями, що вже вибороли авторитет, серед них Хосе де Рібера, Массімо Станціоне, Франческо Ваккаро (1636—1675). Він міг бачити і вівтарні картини, що виконав для неаполітанських храмів лотаринзький художник Шарль Меллан (1597—1649), котрий пройшов стажування у папській столиці і покинув Неаполь із початком повстання під орудою Мазаньєлло.

## Римський період
1647 року разом із другою дружиною і донькою перебрався на житло і роботу в Рим. В папську столицю повернувся його вчитель Джованні Ланфранко, для котрого він був бажаним помічником. В Римі мешкав на вулиці Маргутта. В папській столиці зблизився також із художником Жаном Дюге, що отримав право переводити у гравюри композиції Ніколя Пуссена. За даними Бернардо де Домінічі П'єтро дель По міг бути знайомим з Пуссеном особисто. Він також міг бачити і вивчати картини авторитетного у Римі Ніколя Пуссена.
1652 року П'єтро дель По був прийнятий до Академії св. Луки в Римі, що було свідоцтвом його визнання. Він також отримав посаду викладача в академії, де викладав для студентства анатомію та перспективу.

## Скандальне звинувачення у канібалізмі
У П'єтро дель По були фінансові проблеми і він робив позики у кредиторів. Розрахуватися вчасно не зумів. Аби покарати боржника, римські кредитори звинуватили художника у крадіжках срібних виробів із собору св. Петра, що перевело митця у статус злочинця. Аби остаточно обвалити його авторитет, його звинуватили у канібалізмі.
На бік звинуваченого митця стануть іспанський дипломат і декілька вельможних іспанців, котрі були його замовниками. Про майстерність художника свідчила і схвальна рекомендація, котру художникові П'єтро дель По дав іспанський дипломат своєму наступнику на посаді. Тому низка творів митця збережена саме у Іспанії.

## Другий неаполітанський період
У березні 1683 року родина з художником повернулись до міста Неаполь. П'єтро дель По мав декілька важливих замов від декількох церковних громад, серед них фрески і серія образів для церкви Санта Барбара у Кастель Нуово («Успіння Богородиці», «Вознесіння») та інші . Він розробляв переважно релігійні сюжети і меншою мірою картини історичного жанру чи міфологічного. На художню манеру митця мали суттєвий вплив болонський академізм, тобто твори Доменікіно та стримана манера французьких митців на кшталт Шарля Меллана, француза, що працював в Римі. Низка картин митця не збережена, що заважає створити каталог безсумнівних його творів і добре окреслити його творчу еволюцію.
П'єтро дель По працюватиме в Неаполі до власної смерті, відвідавши ненадовго місто Палермо.

## Власна родина
Уперше одружився 12 липня 1637 року в Палермо в церкві Санта Кроче.
У другому шлюбі з 1646 р. перебував з синьйорою Порцією Кампанья. В родині було двоє дітей, син Джакомо дель По та донька Тереза дель По (1649—1713). Тереза сама стане художницею, виготовлятиме мініатюри. Вона опанувала техніку гравюри і була прийнята до Академії св. Луки в Римі.

## Смерть
Помер у місті Неаполь 22 липня 1692 року.

## Вибрані твори
- «Христос і Санта Розалія»
- «Персей і Андромеда»
- «Аполлон і Дафна»
- «Поклоніння пастухів»

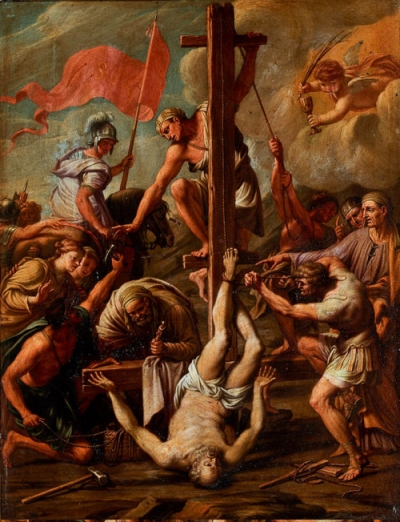
П'єтро дель По. Вівтар «Мучеництво св. Петра»

- «Богородиця благословляє регентство в Іспанії в родині Філіпа IV», Толедо, Кафедральний собор
- «Христос і книжники»
- «Два янголи», фреска, каплиця св. Йосипа, церква Джироламіні
- серія «Житіє Христа», церква Санта Барбара деї Марінаї, Неаполь
- «Мучеництво св. Петра»
- «Сан Ільдефонсо»
- «Св. Леокадія»
- Сцени з життя Богородиці (16 малих за розмірами картин на мідних стулках)